# P4 Halland

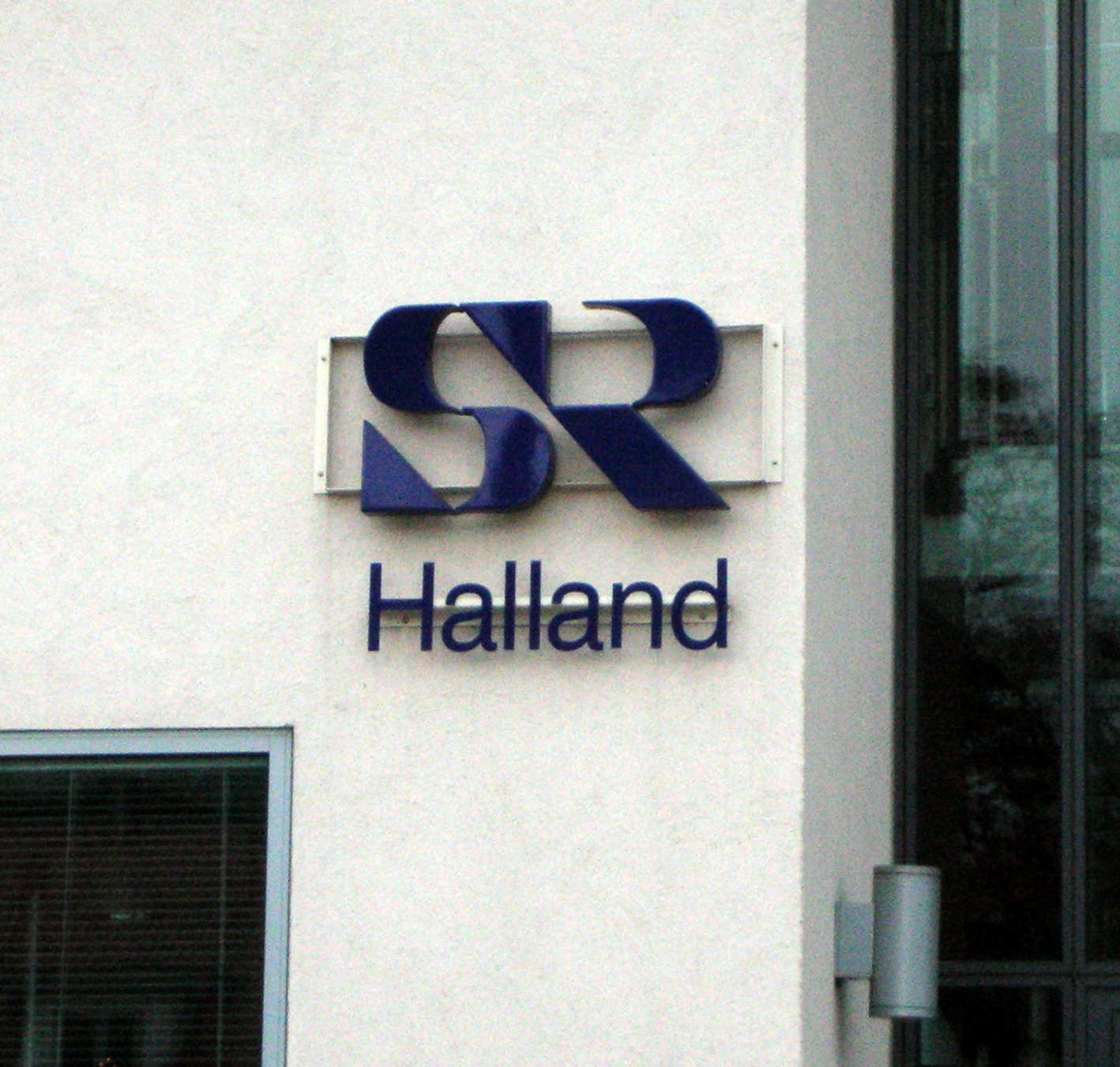
Skylt utanför Sveriges Radio Hallands lokalredaktion i Varberg.

P4 Radio Halland är Sveriges Radios lokalradiostation som sänder över nuvarande Hallands län. Huvudredaktionen ligger på Köpmansgatan 41 i Halmstad med en lokalredaktion på Otto Torells gata 14 i Varberg.

## Program
P4 Halland sänder följande program:
- Morgon i P4 Halland, måndag-torsdag 05.59-10.00, fredag 05.59-09.00 (Programledare: Anna Bergh, Per Qvarnström och Andreas Svensson Sjöberg)
- Förmiddag i P4 Halland, måndag-torsdag 10.03-13.00, fredag 11.03-13.00 (Programledare Anna Carlsson)
- Sport i Halland, söndagar
- Eftermiddag i P4 Halland, måndag-fredag 15.01-17.37 (Programledare: Therese Wahlgren, Peter Bengtsson)
- Tur på hjul, fredagar 09.07-11.00 (Programledare: Lennart Jonsson)

## Frekvenser
P4 Radio Halland sänder över följande frekvenser:
- Halmstad: 97,3 MHz
- Varberg: 103,8 MHz
- Kungsbacka: 101,3 MHz